# Вазоактивний тест
| Медицина | Це незавершена стаття з медицини. Ви можете допомогти проєкту, виправивши або дописавши її. |

Вазоактивний тест (також Папавериновий тест) — це діагностичне введення вазоактивних препаратів, (таких як папаверин, фентоламін і простагландин Е), в кавернозні тіла статевого члена для спостереження за реакцією та з метою диференціації етіології еректильної дисфункції.
Реакція на цей тест залежить не лише від основного артеріального притоку, але і від концентрації використовуваних препаратів, властивостей кавернозних гладких мускулів до розслаблення, а також від нервного контролю над ними.
У всіх випадках хворому потрібно порівняти ерекцію. При результатах варто враховувати і негативну реакцію на тест.

## Методика проведення
Тримаючи готовий шприц в одній руці, за допомогою другої протирається шкіра статевого члена ватним тампоном змоченим 70%-вим розчином етилового спирту. Поставивши ватний тампон в сторону, вільною рукою відтягуєту передню шкіру та беретесь за головку, натягуючи статевий член щоб краще візуалізувати поверхневі вени. На відстані близько 2-3 сантиметрів від основи члена, на боковій поверхні вводиться швидким рухом голка шприца (бажано інсулінова голка). При цьому шприц тримається як «олівець» (тобто не залишаєте палець на поршні, оскільки частина препарату витече до призначеного місця під час введеня). Препарат можна вводити середнім темпом. Швидким рухом видаляється голка з статевого члена, місце введення притискається ватним тампоном. Рекомендується помасувати місце введення декілька секунд, для попередження дрібних крововиливів. Після закінчення процедури введення пацієнт повинен зачекати протягом 10-15 хвилин для настання ерекції.

## Результат
Позитивним тестом вважається ригідна еректильна відповідь, (неможливість зігнути пеніс), яка виникає в межах 10 хвилин після внутрішньокавернозної ін'єкції і триває протягом 30 хвилин. Такий результат дає змогу зробити висновок про нормальну артеріальну та венооклюзивну гемодинаміку. В усіх інших випадках тест непереконливий, і тоді слід провести дуплексну ультрасонографію артерій пенісу.
Для діагностичних цілей ідеальна тривалість реакції менше 1 години. Деякі лікарі щоб уникнути ризику пролонгованої ерекції воліють починати ін'єкції з невеликої дози вазоактивного агента, збільшуючи її в подальшому. Пацієнтів завжди слід попереджати про неодмінне повернення в клініку у разі пролонгованої ерекції або виникнення пріапізму. При діагностичній ін'єкції достатній часовий ліміт є близько 6 год, тому бажано не проводити маніпуляцію пізно ввечері. Після терапевтичної самостійної ін'єкції вдома більш зручно рекомендувати хворому на наступний ранок повідомити лікарю про свій стан. У рідкісних випадках медикаментозні ерекції спадають ще при перебуванні хворого в клініці, але потім виникають знову — в дорозі або навіть через кілька годин в домашній обстановці. Такі ерекції можуть бути пролонгованими, і механізм цього явища неясний.

## Ускладнення
Пріапізм